# 蒼空 (航空機)
蒼空（そうくう）は、太平洋戦争中に計画された日本海軍の飛行艇。機体番号は「H11K-L」。設計は川西航空機。輸送用の全木製の大型飛行艇として1944年（昭和19年）1月から開発が開始されたが、戦局の悪化により1945年（昭和20年）8月に開発中止となった。

## 概要
太平洋戦争末期に日本海軍では、全木製で製造が簡易な輸送用の飛行艇を計画し、川西に対してH11K1-L蒼空の試作を命じた。主な要求は、
- 既に実用化されている三菱の火星エンジンを4基搭載した全木製の飛行艇
- 大量の兵員や物資を直接接岸上陸させることができること
- 艇内は上下2段としてできるだけ多くの物資を搭載できること
- 完成は昭和20年末

というものだった。川西では1944年（昭和19年）1月10日に設計に着手し、最初に1/2大の模型を制作し続いて機体の製作を行うことにした。
設計された機体は二式飛行艇と同じように幅が狭く丈が高くなっていたが一回り大きく、日本海軍で計画された航空機の中では富嶽やTBに次ぐ巨体となった。機首には左右に観音開き式となる扉が設けられ、海岸に接岸後兵員や物資の揚陸が行えるようにした。フラップはファウラー式の親子フラップを採用することにした。
しかし、全木製の大型機、しかも水上機（飛行艇）を製作するためには、多くの問題が存在した。特に巨大な主翼を支える桁材の開発には苦労したという。川西の開発陣はこれらの困難な問題を一つ一つ苦心しながら解決の目処を立てていったが、当然開発は予定より遅延することとなった。そうしているうちに戦局は悪化し、機体が姿を現すことなく1945年（昭和20年）8月1日に開発中止となった。

## スペック
- 全長: 37.72 m
- 全幅: 48.00 m
- 全高: 12.578 m
- 主翼面積: 290.0 m2
- 全装備重量: 45,500 kg
- 乗員: 5 名 兵員 80 名
- 発動機: 三菱 火星22型 空冷14気筒 1,850 hp ×4
- 最大速度： 370 km/h
- 航続距離： 3,890 km

（計画値）